# FK Radnički Lukavac
Der FK Radnički Lukavac  ist ein bosnisch-herzegowinischer Fußballverein aus Lukavac, der zurzeit in der drittklassigen Druga Liga FBiH in der Gruppe Nord aktiv ist.